# Jules Lafargue
Jules Lafargue (* 1825; † 1881) war ein französischer Architekt, der im Raum von Bordeaux arbeitete. Er war stilistisch dem Historismus verpflichtet.

## Herkunft

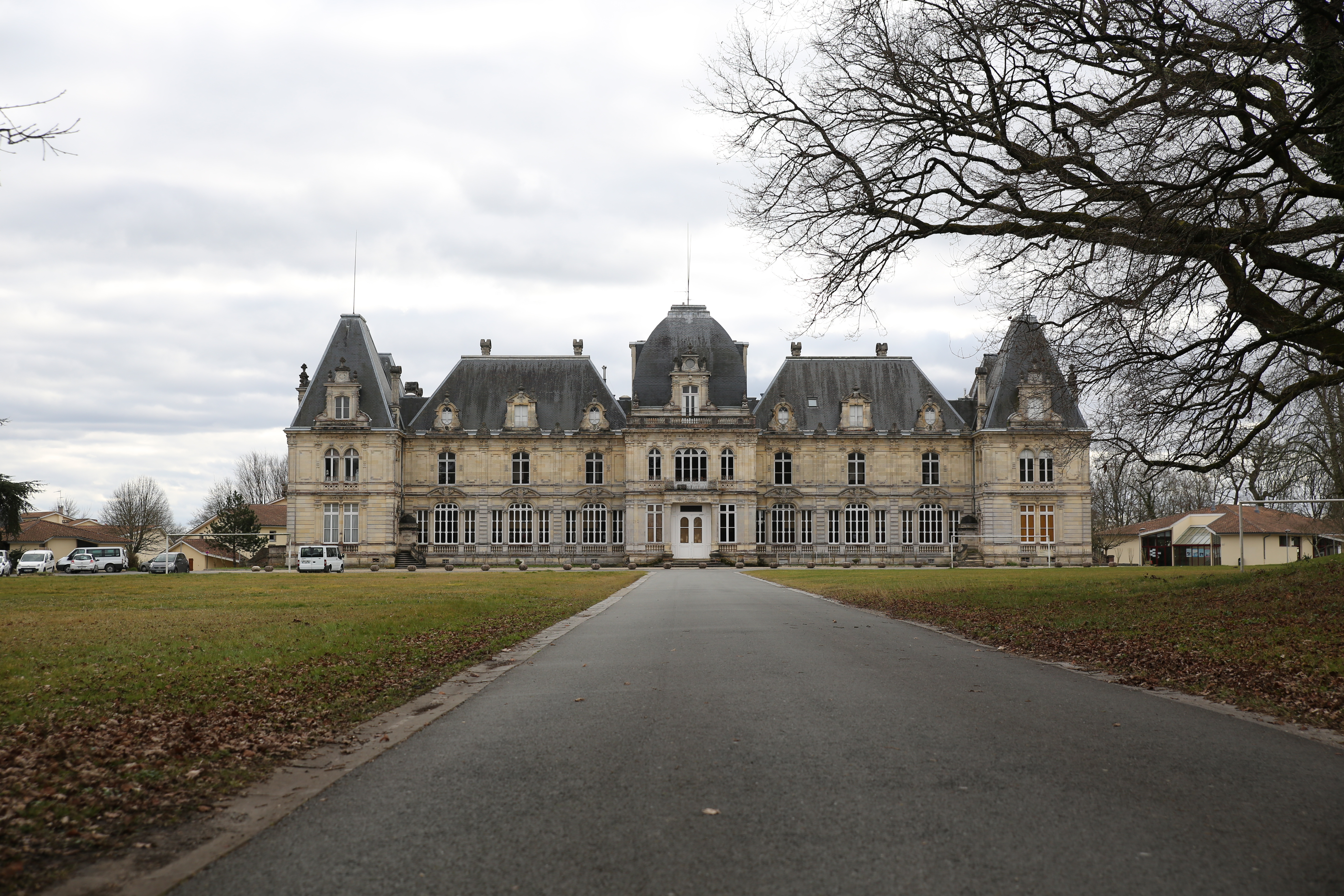
Schloss Dulamon, Blanquefort

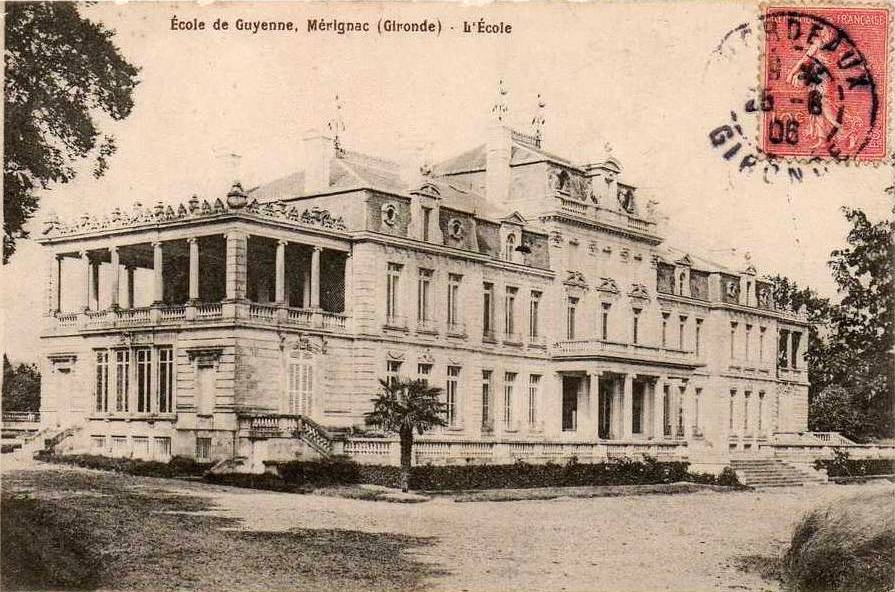
Schloss Bourran, Mérignac

Jules Lafargue war der Sohn des Baumeisters Jean Baptiste Lafargue (* 1801; † 1866). Auch der jüngere Bruder von Jules Lafargue, Paul-Raymond Lafargue (* 1842; † 1876), war Architekt, verstarb aber früh. Mindestens bis zum Tod des Vaters betrieben sie gemeinsam ein Bauunternehmen.

## Ausbildung
Jules Lafargue wollte zunächst die militärische Laufbahn einschlagen, was er aber abbrach. Er studierte an der École des Beaux Arts in Bordeaux und bei Constant Dufeux (* 1801; † 1871) in Paris. Dort teilte er einige Zeit die Wohnung mit Charles Monselet (* 1825; † 1888). Die beiden kannten sich seit ihrer Jugend aus Bordeaux. Anschließend kehrte Jules Lafargue nach Bordeaux zurück.

## Wirken
Ab 1852 erteilte Jules Lafargue in Bordeaux selbst Unterricht für angehende Architekten. Eine ganze Reihe von ihnen verdankten ihm ihre Ausbildung. An der Gründung der Société des Architectes de Bordeaux 1863 war er maßgeblich beteiligt. Auch war er Mitglied in der Commission des Monuments historiques. In diesen Funktionen betrieb er erfolgreich eine Initiative für ein Denkmal, um Victor Louis, den Architekten des Grand Théâtre de Bordeaux, zu ehren.

## Werke (Auswahl)
- Schloss Dulamon in Blanquefort
- Schloss Bourran in Mérignac
- Neubau des Langhauses der romanischen Kirche von Léognan
- Hotel de Merignac, 101 Cours d’Alsace-et-Lorraine, Bordeaux
- Eine Reihe von Mausoleen auf dem Cimetière La Chartreuse in Bordeaux

Quelle: